# 임수성
임수성(1999년 4월 7일 ~ )은 대한민국의 축구 선수이다. 포지션은 센터백이다.